# 印度野驢
印度野驢（Equus hemionus khur）是棲息在南亞的亞洲野驢亞種。

## 特徵
印度野驢與非洲野驢有些分別。牠們的毛多呈沙色，也有赤灰色至淡栗色。牠們背及頸上的鬃毛正立及深色，其後至尾巴有一道深褐色的斑紋。

## 分佈及棲息地
印度野驢曾一度由西印度分佈至信德省及俾路支省、阿富汗及伊朗東南部。牠們最後棲息在古吉拉特邦的卡奇沼澤地及附近的地方。牠們亦曾在蘇仁德拉那加縣、巴納斯坎塔縣及默赫薩納出沒。鹽漬化沙漠、草原及叢林都是其棲息地。

## 行為
印度野驢在日出及黃昏期間覓食。牠們主要吃草、葉子、果實、農作物、牧豆樹莢及其他植物。牠們是印度跑得最快的動物之一，最高每小時可達70-80公里。牠們多是獨居或以小群居住，一群約有2-3個成員。牠們是在雨季交配。當雌驢動情時，牠會與成功示愛的雄驢離開群族。幾日後，牠們會回到群族。雌驢每胎會產一匹幼驢。幼驢1-2歲就會斷奶，而雌驢會繼續留在群族中。

## 威脅及保育
印度野驢在西印度及巴基斯坦消失的原因不明。自1958年至1960年，牠們就成為了伊氏錐蟲引起的蘇拉病的病者，其數量就大幅下降。到了1961年，牠們的數量就只餘下870匹。除了疾病，牠們亦受到失去棲息地、墨西哥合歡的入侵及瑪爾德哈里牧民的放牧所威脅。1969年的保育工作令牠們的數量回復至2000匹。

在2016年，IUCN針對印度野驢重新評估為近危物種。